# Belut
Belut (izvirno srbsko Белут) je naselje v Srbiji, ki upravno spada pod Občino Bosilegrad; slednja pa je del Pčinjskega upravnega okraja.

## Demografija
V naselju živi 68 polnoletnih prebivalcev, pri čemer je njihova povprečna starost 45,1 let (43,5 pri moških in 46,8 pri ženskah). Naselje ima 27 gospodinjstev, pri čemer je povprečno število članov na gospodinjstvo 3,15.
To naselje je v glavnem bolgarsko (glede na popis iz leta 2002).
|  |

| Demografija | Demografija     | Demografija     |
| Leto        | Št. prebivalcev | Št. prebivalcev |
| ----------- | --------------- | --------------- |
|             |                 |                 |
|             |                 |                 |
|             |                 |                 |
|             |                 |                 |
| 1948        | 192             |                 |
| 1953        | 189             |                 |
| 1961        | 193             |                 |
| 1971        | 146             |                 |
| 1981        | 105             |                 |
| 1991        | 99              | 99              |
| 2002        | 85              | 85              |
|             |                 |                 |

| Etnična sestava po popisu iz leta 2002 | Etnična sestava po popisu iz leta 2002 | Etnična sestava po popisu iz leta 2002 | Etnična sestava po popisu iz leta 2002 | Etnična sestava po popisu iz leta 2002 |
| -------------------------------------- | -------------------------------------- | -------------------------------------- | -------------------------------------- | -------------------------------------- |
| Bolgari                                | Bolgari                                |                                        | 57                                     | 67,05%                                 |
| Jugoslovani                            | Jugoslovani                            |                                        | 18                                     | 21,17%                                 |
| Srbi                                   | Srbi                                   |                                        | 10                                     | 11,76%                                 |
| Neznano                                | Neznano                                |                                        | 0                                      | 0,0%                                   |